# Châteaufort (Yvelines)
Châteaufort ist eine französische Gemeinde mit 1540 Einwohnern (Stand 1. Januar 2022) im Département Yvelines in der Region Île-de-France. Sie gehört zum Arrondissement Versailles und zum Kanton Maurepas. Im Norden der Gemeinde liegt der Flugplatz Toussus-le-Noble.

## Geografie
Châteaufort liegt am östlichen Rand des Départements, 20 Kilometer südwestlich des Pariser Stadtzentrums. Das Gemeindegebiet umfasst Teile des Plateau de Saclay sowie des Vallée de Chevreuse und gehört zum Regionalen Naturpark Haute vallée de Chevreuse. 
Nachbargemeinden von Châteaufort sind Buc und Toussus-le-Noble im Nordosten, Villiers-le-Bâcle im Südosten, Saint-Rémy-lès-Chevreuse im Süden, Magny-les-Hameaux im Süden und Westen sowie Guyancourt im Norden. 

## Geschichte
Die Gemeinde verdankt ihren Namen einer mittelalterlichen Burg (frz. Château fort). Herren von Châteaufort waren Gui de Montlhéry im 11. Jahrhundert sowie später sein Sohn Hugues de Montlhéry, der Großseneschall von Frankreich, dem König Ludwig VI. den Besitz wegnahm. Im Jahr 1480 gab König Ludwig XI. das Lehen an Ludwig von Brabant ab, 1529 verlieh König Franz I. es Jean de la Barre. 1616 ging Châteaufort an das Haus Guise, am 27. Juni 1650 an die Familie von Charles d’Escoubleau, Marquis de Sourdis.
Châteaufort gehörte später drei verschiedenen Départements an: 1790 wurde es Bestandteil des neu geschaffenen Départements Seine-et-Oise, 1964 dann (mit Wirkung zum 1. Januar 1968) bei der Aufteilung von Seine-et-Oise dem Département Essonne zugeschlagen; bereits wenige Monate später, im November 1969, kam Châteaufort zum Département Yvelines.
Am 20. August 1913 gelang Adolphe Pégoud über dem Flugplatz von Châteaufort der erste Fallschirmsprung.

## Bevölkerungsentwicklung
| Jahr      | 1962 | 1968 | 1975 | 1982 | 1990 | 1999 | 2007 | 2011 |
| Einwohner | 717  | 749  | 812  | 769  | 1418 | 1453 | 1405 | 1415 |